# 山形縣公安委員會
山形縣公安委員會（日语：／ Yamagataken kō'an-i'inkai */?）是由山形縣知事所轄，負責管理山形縣警察的行政委員會，由3名委員組成。

## 委員
- 委員長
  - 前田直己
- 委員
  - 吉田眞一郎
  - 小林由紀子

## 下部組織
- 山形縣警察

## 関連項目
- 公安委員会
- 山形縣

## 外部連結
- 山形県公安委員会 （页面存档备份，存于）